# Bismarckplatz (Landshut)
Der Bismarckplatz im niederbayerischen Landshut befindet sich am Zisterzienserinnenabtei Seligenthal nördlich der Altstadt an der Isar.

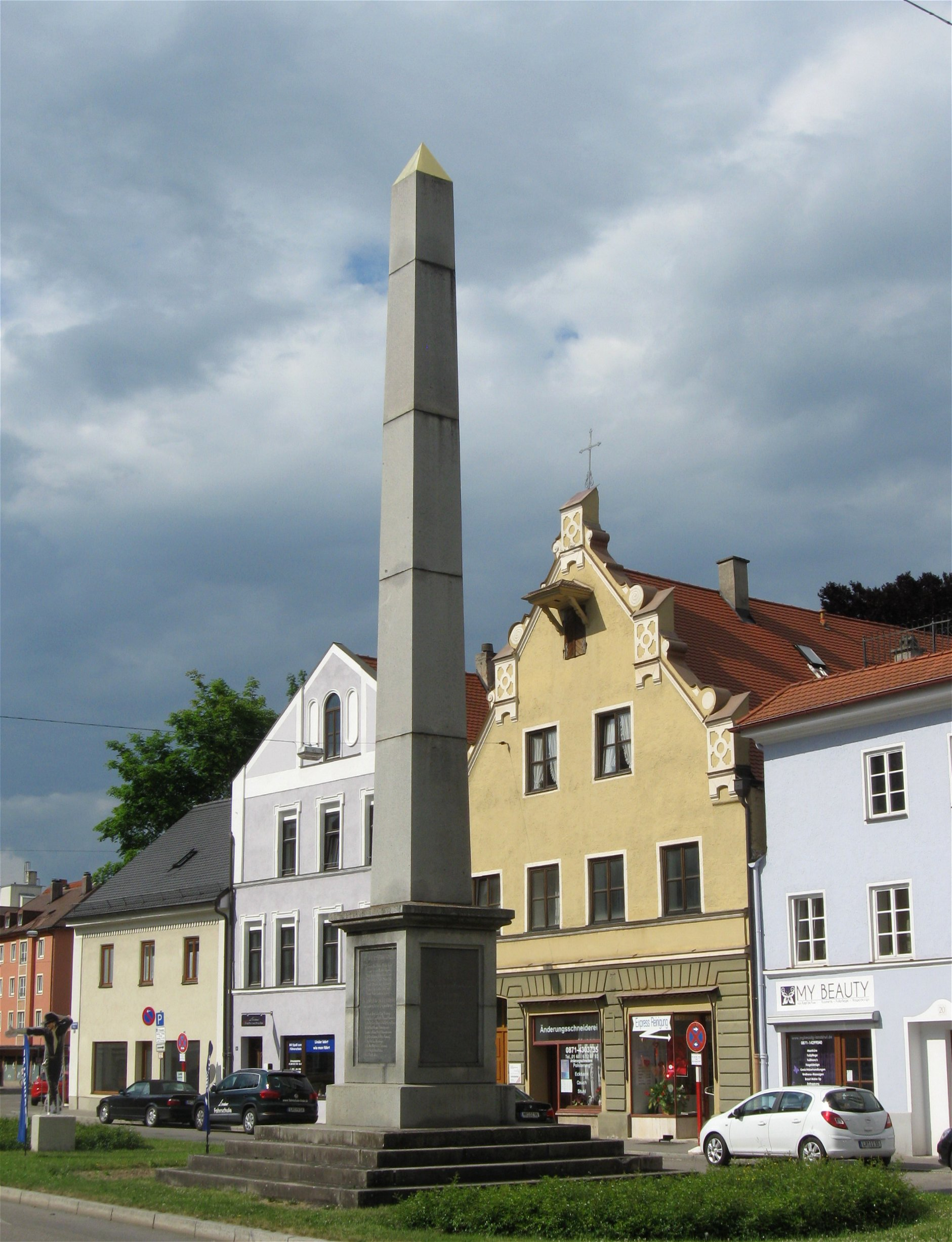
Gefallenendenkmal (2012)

## Geschichte
Der Obelisk wurde zum Gedächtnis an die Gefallenen der Garnison errichtet und der Stadt Landshut im Krieg von 1870 bis 1871. Das Kriegerdenkmal aus Granit nach einem Entwurf des Stadtbaurats Eyrainer wurde 1872 von Steinmetzmeister Altinger ausgeführt. Es steht unter Denkmalschutz und ist in der Liste der Baudenkmäler in Landshut-Nikola eingetragen.
Max Otto Zitzelsberger errichtete zwischen 2016 und 2017 zusammen mit merz kley partner in seinem Heimatort das Warte Haus.
Auszeichnungen und Preise:
- 2018: Auszeichnung – Preis des Deutschen Stahlbaues[3]
- 2019: 1. Preis – Verzinkerpreis[4][5]
- 2021: Anerkennung – BDA Preis max40[6]